# モモコのOH!ソレ!み〜よ!
『モモコのOH!ソレ!み〜よ!』（モモコのオー!ソレ!み〜よ!）は、関西テレビで放送されている関西ローカルの情報バラエティ番組。大阪ガスの一社提供。
2003年4月5日放送開始。放送開始当初は14時00分 - 14時30分に放送されていたが、2005年4月からは13時55分からに繰り上げ。2009年4月からは『さんまのまんま』の放送枠移動に伴い、30分繰り下がって14時25分開始となった。2016年11月5日から岡村隆史（ナインティナイン）出演のトークバラエティ番組『おかべろ』が開始することに伴い、2016年10月22日からは放送時間が約30分繰り上がった。2017年10月7日からは『ウラマヨ!』が3分拡大となったため、放送時間が3分繰り下がった。
2018年1月9日からは高知県の高知さんさんテレビでも毎週火曜午後4時20分から遅れネットで放送されていたが、2019年6月25日の放送で終了。
2020年10月8日からは三重県の三重テレビでも毎週木曜午後3時00分から遅れネットで放送されている。

## 放送内容
食・健康・体をテーマにした様々な生活情報を伝えている。大阪ガスがスポンサーということもあり、ガスコンロやガス炊飯器といったガスに関連した製品を番組最後にキーワードを出題し、視聴者プレゼントにしている。視聴者プレゼントは東日本大震災の影響で2011年3月から一時休止していたが、同年6月に再開した。
通常はスタジオからの放送であるが、年に一度のペースで放送される『OH!ソレ!み〜よ!海外スペシャル!』の収録は海外ロケで行われる。
制作局の関西テレビでは、金曜日4:55 - 5:25に再放送を行っており、提供の部分は翌日放送分の予告に差し替えられている。また番組最後のキーワードの発表部分も締切がある関係上カットされている。
関西テレビが阪神タイガース主催ゲームを土曜午後に中継する際も、14時台は大阪ガスとの関係上本番組を優先して、15時放送開始とするため、14時台はビジター側の地元局に裏送りすることがある。

### 放送時間の変遷
| 期間       | 期間       | 放送時間（日本時間） |
| ---------- | ---------- | -------------------- |
| 2003.04.05 | 2005.03.26 | 土曜 14:00 - 14:30   |
| 2005.04.02 | 2009.03.28 | 土曜 13:55 - 14:25   |
| 2009.04.04 | 2016.10.15 | 土曜 14:25 - 14:55   |
| 2016.10.22 | 2017.09.30 | 土曜 13:56 - 14:24   |
| 2017.10.07 | 現在       | 土曜 13:59 - 14:28   |

## 主なコーナー
このうち、「プロが教えるご家庭レシピ→有名シェフのお手軽レシピ」と「和田明日香のあしたのレシピ」は交替で放送（放送時間の都合上、休止する場合もあり）。

### 現在の主なコーナー
兵動大樹のぶらり
兵動が関西地方の街を歩きながら人々と触れ合い、様々な店舗の美味しい食事をリポートする。不定期にレギュラーの誰かと同行してロケを行う場合もある（月1回のペースで必ず放送され、番組のコーナーの中では最多の50回以上が放送されており、現在も継続中）。
あなたのお家をDIY（2017年10月28日 - ）
浅越ゴエとヤナギブソンが視聴者の家をDIYでスッキリ快適にする。
街ぶらの達人!八光を地元案内（2012年9月22日 - ）
月亭八光が毎回ゲスト（主に八光の先輩芸人）が住んでいる地域のおいしいお店に招待されるコーナー（お店と共に、毎回ゲストにまつわるエピソードも語る）。
ナジャ・グランディーバのイケ麺さがし（2024年8月17日 - ）
ナジャ・グランディーバが秦令欧奈とともに、話題のイケてる麺料理“イケ麺”と“イケメン”店主を紹介するコーナー。なお、2024年入社の秦は、当コーナーがタレントとのロケに初参加となり、コーナー初回の2024年8月17日放送分ではスタジオにも登場し、バラエティー番組初出演も果たした。
プロが教えるご家庭レシピ→有名シェフのお手軽レシピ
毎回テーマに則した料理人が家庭で作れる料理のプロの技を伝授。レシピは放送後に、関西テレビの番組で紹介されたレシピを紹介するホームページにアップされる。調理後に出演者が試食し、兵動が料理人にコメントを発した後エンディングに入る編成が番組開始から現在まで続いている。
和田明日香のあしたのレシピ（2023年4月15日 - ）
月に1回放送。和田明日香が手軽に作れる簡単レシピを紹介。「プロが教えるご家庭レシピ→有名シェフのお手軽レシピ」とは異なり、調理後の試食は行われない。
BIGマザー相談室
不定期に開催される。ゲストを数組招き、結婚するまでの出会いから結婚までのなれそめなどを再現VTRで紹介しながらスタジオでトークを行い、レギュラーのモモコや西川ヘレンなどがゲストの相談に応じアドバイスする。編成上の都合で当企画のみで1時間や90分の特番で放送される場合もある。

### 過去の主なコーナー
OH!ソレ!流行マガジン!（2010年2月6日 - ）
これから流行するキーワードを取材し、紹介するコーナー。編集長は村上信五（コーナー1回目で藤本景子が任命）。リポートは藤本が担当しているが、2010年4月10日放送から7月頃までは川島壮雄がリポートを担当し、藤本はコーナー進行のみ行っていた。
兵動のゲッチャうまいやん!
兵動大樹がリポートした町のB級グルメを紹介。ランキング形式で紹介していたが、現在は店舗紹介のみ。
ゲストに地元の名店案内してもらっちゃいまSP!
ゲストがレギュラー出演者に自身の地元でオススメする名店を紹介。同企画の放送時には全編ロケとなる。
シャンプーハットの粉もん制覇の旅（2011年4月23日 - 2014年6月21日）
シャンプーハットが関西の最新粉もん事情をリポートする。阿倍野区の視察を最後に大阪市24区完全制覇を達成したためコーナー終了。
グルメステーション（2013年4月13日 - 2015年4月25日）
ミサイルマンの西代洋と吉本新喜劇の酒井藍の2人が関西の駅ナカや駅地下にある美味いお店を道中に遭遇した一般の人に尋ね、紹介するコーナー。なお、第4弾まではコーナー名が「ミートステーション」で、関西の駅を拠点に肉の店を巡る企画だった。
旬プーハットが行く旬の食材探検隊!（2014年10月11日 - 2015年6月6日）
「シャンプーハットの粉もん制覇の旅」の終了に伴い、新たに始まった企画。放送時の季節の旬の食べ物を使った料理のお店などを探していく企画。
西川ヘレンのホンキDEデート（2015年4月18日）
西川ヘレンが毎回イケメンの男性ゲストを招いて、お忍びデートを行うコーナー。タイトルはヘレンの夫の西川きよしが司会を務めていた『パンチDEデート』のパロディー。初回はレギュラーの重岡大毅とロケを行ったが、コーナーはこの1回で終了。
ケイコガマナブ（2012年5月19日 - 2015年7月4日）
主婦力の低い藤本景子と女子力の低い和田美枝（女と男）が街の達人から様々な事を学び、主婦力と女子力を上げていくコーナー。コーナータイトルは、リクルート発行の習い事・資格スクールの月刊情報誌『ケイコとマナブ』から。藤本産休中の2013年12月21日放送分から新婚の中島めぐみが主婦力を上げるコーナー「メグミがマナブ」に変わっている。
お値打ちランチ ハウマッチ!?（2015年8月29日 - ）
シャンプーハットが関西のお値打ちランチをリポートする。2019年6月29日放送分からは一部リニューアルされ、シャンプーハットとランチを食べたい視聴者を募集し（各店舗ごとに2名1組）、一緒にランチを食した後、てつじが指名したスタジオにいる出演者と視聴者が値段を予想。視聴者が正解した場合は、その店舗のお食事券1万円分が贈られる。VTRで紹介したお店とは別に、スタジオでは4つの写真の中からワンコイン500円で味わえるランチを当てる「どれがワンコインランチでショー」も放送。
浅越ゴエの食ingニュース（2011年4月30日 - ）
関西の食に関するニュースを浅越がニュースのアナウンサーに扮して追跡リポートする。
パンシェルジュ・ギブソン（2012年2月4日 - ）
パンシェルジュ3級の資格を持つ（2014年に2級に更新）ヤナギブソンが、藤本景子→中島めぐみと共に関西地方のパン屋の情報を伝える。
奥薗壽子のお手軽料理（月1回、開始時期不詳 - 2023年3月4日）
奥薗壽子が手軽に作れる簡単料理を紹介。「プロが教えるご家庭レシピ→有名シェフのお手軽レシピ」とは異なり、調理後の試食は行われない。

## 出演者

### 現在の出演者

#### レギュラー
- ハイヒールモモコ
- 西川ヘレン
- 重岡大毅（WEST.、2013年4月6日 - ）[6]
- 兵動大樹（矢野・兵動） - 当初は準レギュラーだったが、2011年4月にレギュラーに昇格。
- 中島めぐみ（関西テレビアナウンサー） - 藤本の休養および産休期間中の代理出演を経て、レギュラー昇格。2019年3月より産休に入ったため2019年8月3日で一時降板したが、2021年1月9日より復帰。
- 和田明日香（料理研究家、2023年4月15日 - 月1回出演） - 「和田明日香のあしたのレシピ」担当。
- ナジャ・グランディーバ（2024年8月17日 - ） - 「ナジャ・グランディーバのイケ麺さがし」リポーター[4]。
- 秦令欧奈（関西テレビアナウンサー、2024年8月17日 - ） - 「ナジャ・グランディーバのイケ麺さがし」進行[4]。

#### 準レギュラー・ゲスト扱い
- 月亭八光 - 「街ぶらの達人!八光を地元案内」リポーター。初期はヘレンの長男の西川忠志とともに「Wぼんぼんズ」としてリポートすることもあった。
- 浅越ゴエ（ザ・プラン9） - 「浅越ゴエの食ingニュース」キャスター・「あなたのお家をDIY」リポーター。
- ヤナギブソン（ザ・プラン9） - 「パンシェルジュ・ギブソン」リポーター・「あなたのお家をDIY」リポーター。
- ほか

### 以前の出演者

#### レギュラー
- 松原智恵子
- ロザン（宇治原史規・菅広文）
- 村上信五（関ジャニ∞） - 2003年10月4日から2013年3月30日まで出演[6]。
- 藤本景子（関西テレビアナウンサー） - 休養および産休のため降板[7]。中島の産休に伴い、2019年8月31日から復帰[8]し、2020年12月26日まで出演。
- 奥薗壽子（料理研究家） - 「奥薗壽子のお手軽料理」担当。2023年3月4日まで月1回出演。

#### 準レギュラー・ゲスト扱い
- 阿藤快
- 有坂来瞳
- 彦摩呂
- テンダラー（白川悟実・浜本広晃）
- 海原やすよ・ともこ
- 酒井藍 - 「ミートステーション」→「グルメステーション」リポーター。
- 西代洋（ミサイルマン） - 「ミートステーション」→「グルメステーション」リポーター。
- 川島壮雄（関西テレビアナウンサー） - 「OH!ソレ!流行マガジン!」リポーター。
- シャンプーハット（こいで・てつじ） - 「シャンプーハットの粉もん制覇の旅」→「旬プーハットが行く旬の食材探検隊!」→「お値打ちランチ ハウマッチ!?」リポーター。
- ほか

### ナレーター
- 豊田康雄（関西テレビアナウンサー）

## スタッフ

### 2024年12月25日現在のスタッフ
- 構成 : 藤田智信、やまだともカズ、武輪真人
- SW : 山本美咲
- LD : 盛麗依奈
- MIX : 佐野航平
- MA : 山本正志、仲山夕貴（仲山→隔週）
- EED : 原崎貴史
- 美術 : 中澤健吾（カンテレ）
- 美術進行 : 中越章浩（バンブルビー）
- 大道具 : つむら工芸
- デザイン : ブロードデザイン
- 装飾 : 萬浪隆史（高津商会）
- メイク : パウダー
- 電飾 : 和田剛
- 衣装 : 東京衣裳
- 造園 : 山本幸一
- 協力 : ウォークオン、ウエストワン、アイパーク、チョコフィルム、CARROT、アイパーク、大阪共立、東京オフラインセンター、埼玉園芸市場
- 宣伝 : 伊藤万里子（カンテレ）
- ディレクター : 谷口仁則（ウォークオン）、瀧本直治（メディアプルポ）、谷口文彦、栗原悠、山本翔、板倉咲華
- 演出 : 髙野有里（メディアプルポ）
- プロデューサー : 木村弥寿彦（カンテレ）、武市暢（メディアプルポ）
- 制作協力 : メディアプルポ
- 制作 : 関西テレビクリエイティブ本部制作局 制作部
- 制作著作 : 関西テレビ

### 過去のスタッフ
- チーフプロデューサー : 毛阪一洋（カンテレ）
- プロデューサー : 喜多隆・武藤良博・水戸徹・佐野拓水・長野聡・池田和彦（以上カンテレ）、貝津幸典・金本敏英・横山勇人・藤原慎平（以上メディアプルポ、藤原→以前はディレクター▶演出・プロデューサー▶一時離脱▶）
- ディレクター :横山勇人・勝浦直美・瑠東東一郎（以上メディアプルポ）、中野公樹（officeくじら）、塩見直久、徳原ゆか（Walk On）、吉見正明、堀景輔（ウォークオン）
- AD : 東啓慈（メディアプルポ）
- 編成 : 北辻陽子・古橋由依子・東野和全・田中拓朗（以上カンテレ）
- 広報 → 宣伝 : 大村貴子・北村友香理・豊増雄・姫野健太・川上翔子（以上カンテレ）
- 営業 : 本山聡（カンテレ）
- 構成 : 小林仁
- ブレーン : 鈴木一史、百武祥子（百武→以前は構成→一時離脱）、藤木汐見
- TD : 金永浩二、濱名嘉之、森下真行
- EED : 斉藤彰子、渡辺裕也、和久田智世
- 美術制作 : 河真裕美（カンテレ）、永田道徳（バンブルビー）
- デザイン : 嶋田良一（ブロードデザイン）
- 協力 : officeくじら、パワーステーション、Step CORPORATION、テレプロ

## エンディングテーマ
- 2004年?月 - ?月：DAUGHTER「テストフライト」
- 2005年1月 - 3月：funnySkash「雲の流れ」
- 2005年10月 - 12月：美優「このままずっと」
- 2006年1月 - 3月：Antique Toy「カレッジ」
- 2006年7月 - 9月：SIRIUS「オラニエ」
- 2006年10月 - 12月：TRIPPER「キラキラ」
- 2007年7月 - 9月：PeachJam「一生分の愛を、君に。」
- 2008年4月 - 6月：Sleeper「Life Cast」
- 2008年7月 - 9月：YAK.「ヘーゼルナッツ」
- 2008年10月 - 12月：Sista Five「言葉に出来ない思いがあるから」
- 2009年1月 - 3月：funnySkash「雲の流れ」
- 2009年4月 - 6月：ラディカルズ「GENARATION」
- 2009年7月 - 9月：chaqq「Island」
- 2009年10月 - 12月：さぁさ「ナチュリラ」
- 2010年1月 - 3月：JK21「happy graduation」
- 2010年4月 - 6月：PAN「オアシス」
- 2010年7月 - 10月：EGNISH「No.8」
- 2010年10月 - 2011年3月：PE'Z「Bye-Bye Yesterday」
- 2011年4月 - 10月：JK21「恋のキセキ」
- 2011年11月 - 12月：少年カミカゼ「ヒミツシークレット」
- 2012年1月 - 6月：LuckDuck「Everything will be all right!!」
- 2012年7月 - 10月：KOBerrieS♪「Love never dies!!!」
- 2012年10月 - 2013年3月：YU-A「Sunday」
- 2013年4月 - 6月：LuckDuck「とりあえずグッバイ」
- 2013年7月 - 9月：間慎太郎「降っても晴れても」
- 2013年10月 - 2014年3月：Giselle4「MORE」
- 2014年4月 - 2015年6月：Amour MiCo「Lucky Me」
- 2015年7月 - 9月：Mari7「全力!!最終兵器」
- 2015年10月 - 2016年6月：エイリアンズ「SANKAKKEI」
- 2016年7月 - 2017年1月：SORAMIMI「禁断症状」
- 2017年2月 - 6月：ジャアバーボンズ「とべとべ!」
- 2017年7月 - 2018年5月：円野きんちゃく「鼻唄泥棒」
- 2018年5月 - 9月：chocol8 syndrome「キスで目覚めさせて」
- 2018年10月 - 2019年4月：円野きんちゃく「愛なんです」
- 2019年5月 - 12月：ウインズ平阪「全力投球」
- 2020年1月 - 8月：moon grin「シーラカンス」
- 2020年8月 - 11月：Ribet towns「D/N/A」
- 2020年12月 - 2021年3月：the paddles「カーネーション」
- 2021年4月 - 7月：りあら「いちごタルトが食べたくて」
- 2021年7月 - 9月：マルシーボク「花コトバ」
- 2021年10月 - 12月：Split end「TEENAGER」
- 2022年1月 - 3月：48-フォーエイト「えがおの花」
- 2022年4月 - 6月：ナツノコエ「東京ラブストーリー」
- 2022年7月 - 9月：UtaKata「宣戦前夜」
- 2022年10月 - 12月：ズカイ「反省モードおしまい」
- 2023年1月 - 3月：the paddles「奔走」
- 2023年4月 - 6月：Hello Hello「蛍光」
- 2023年7月 - 9月：みらん「天使のキス」
- 2023年10月 - 12月：ハナフサマユ「好きなこと好きなだけ」
- 2024年1月 - 3月：Maverick Mom「Fancy」
- 2024年4月 - 6月：ナツノコエ「kanon」
- 2024年7月 - 9月：wagamama「泣いちゃうけどさ」
- 2024年10月 - 現在：ラッキーセベン「Goodな夜」